# Cold Moon
 (juin 2017).
Si vous disposez d'ouvrages ou d'articles de référence ou si vous connaissez des sites web de qualité traitant du thème abordé ici, merci de compléter l'article en donnant les références utiles à sa vérifiabilité et en les liant à la section « Notes et références ».
Cold Moon est un film américain sorti aux États-Unis le 26 octobre 2016.

## Synopsis
Dans la petite ville de Babylone, en Floride, Margaret Larkin (Sara Kathryn Bellamy), âgée de quatorze ans, disparaît, est retrouvée assassinée dans la rivière, attachée à son propre vélo. La ville est traumatisée par la présence d'un tueur inconnu parmi eux et le tueur lui-même, Nathan Redfield (Josh Stewart), fils d'un éminent banquier de la ville, profite de l'occasion pour mettre son crime sur le compte du directeur du lycée, Walter Perry (Marcus Lyle Brown). Nathan est littéralement hanté par le fantôme de sa victime et ceux d'autres morts dans la rivière, tandis que son père sadique James (Christopher Lloyd) utilise à la fois la culpabilité de son fils et son instabilité mentale croissante pour contrôler tous les mouvements de Nathan avec le but ultime de conduire son fils à tuer à nouveau.